# 유러피언 럭비 컵
유러피언 럭비 컵(European Rugby Cup)은 1995년 세워진 유럽의 럭비 유니온 기구이다. 1995-96시즌에 시작한 하이네켄 컵과 1996-97시즌에 시작한 암린 챌린지 컵의 주관단체이다. 2014년 European Professional Club Rugby로 대체되었다.